# Каскодний підсилювач

Каскодний підсилювач на біполярних транзисторах

Каскодний підсилювач (скорочення від англ. CASCade to cathODE, що перекладається як «КАСКад через катОД») — підсилювач, який містить два активних елементи, перший з яких включений за схемою зі спільним емітером (витоком, катодом), а другий — за схемою зі спільною базою (затвором, сіткою).
Каскодний підсилювач має підвищену стабільність роботи в області високих частот завдяки малій вхідній ємності.
Назва схеми утворена від зрощування слів у словосполученні «КАСкад через катОД» — схеми, яка застосовувалась у вхідних блоках лампових телевізорів.

## Принцип роботи
При включенні транзистора за схемою з спільним емітером, яка забезпечує підсилення напруги та струму вхідного сигналу, підсилений вихідний сигнал знімають з колектора. При цьому через паразитну ємність переходу колектор-база транзистора вихідний сигнал передається на базу, яка є входом схеми. Внаслідок цього в такій схемі виникає від'ємний зворотний зв'язок, який стає тим сильнішим, чим вищою є частота вхідного сигналу, і, внаслідок дії ефекта Міллера, чим більм є коефіцієнт підсилення каскаду. В результаті, при збільшенні частоти вхідного сигналу та коефіцієнта підсилення каскаду підсилення транзистора в схемі зі спільним емітером істотно зменшується.
Запобігання цього ефекту може бути досягнуте двома шляхами:
- істотним зменшенням ємності переходу колектор-база; є технічно складною задачею;
- істотним зменшенням напруги вихідного сигналу на колекторі.

При включенні за каскодною схемою має місце наступне. Вхідний транзистор Т1 працює за схемою зі спільним емітером, але навантажується транзистором Т2 зі спільною базою. Відповідно до принципу роботи транзистора, напруга база-емітер відкритого транзистора є сталою (становить близько 0.6 Вольт для кремнієвого транзистора). Виходячи з того, що на базу транзистора Т2 подано незмінну напругу U0, напруга на емітері Т2 та колекторі Т1 також виявляється незмінною, а значить ємність переходу колектор-емітер не виявляє себе як елемент від'ємного зворотнього зв'язку. При цьому той самий ефект виникає на транзисторі Т2, але його база є заземленою через низький опір джерела U0, і тому зворотній зв'язок не виникає і на цьому транзисторі.